# 에디 케이힐
에디 케이힐(Eddie Cahill, 1978년 1월 15일 ~ )은 미국의 배우이다.

## 출연 작품

### 드라마
- CSI 뉴욕 형사 돈 플랙(Don Flack) 역(役)
- 프렌즈 시즌7 게스트 출연, 레이첼 그린의 비서 태그 존스(Tag Jones) 역(役)